# Dorcadion elegans
Dorcadion elegans är en skalbaggsart som beskrevs av Ernst Gustav Kraatz 1873. Dorcadion elegans ingår i släktet Dorcadion och familjen långhorningar.
Artens utbredningsområde är:
- Kazakstan.
- Ukraina.

Inga underarter finns listade i Catalogue of Life.